# Czudec (gmina)
Czudec – gmina wiejska w województwie podkarpackim, w powiecie strzyżowskim. W latach 1975–1998 gmina położona była w województwie rzeszowskim.
Siedziba gminy to Czudec.
Według danych z 30 czerwca 2004 gminę zamieszkiwało 11 569 osób.

## Struktura powierzchni
Według danych z roku 2002 gmina Czudec ma obszar 84,96 km², w tym:
- użytki rolne: 67%
- użytki leśne: 23%

Gmina stanowi 16,88% powierzchni powiatu.

## Demografia

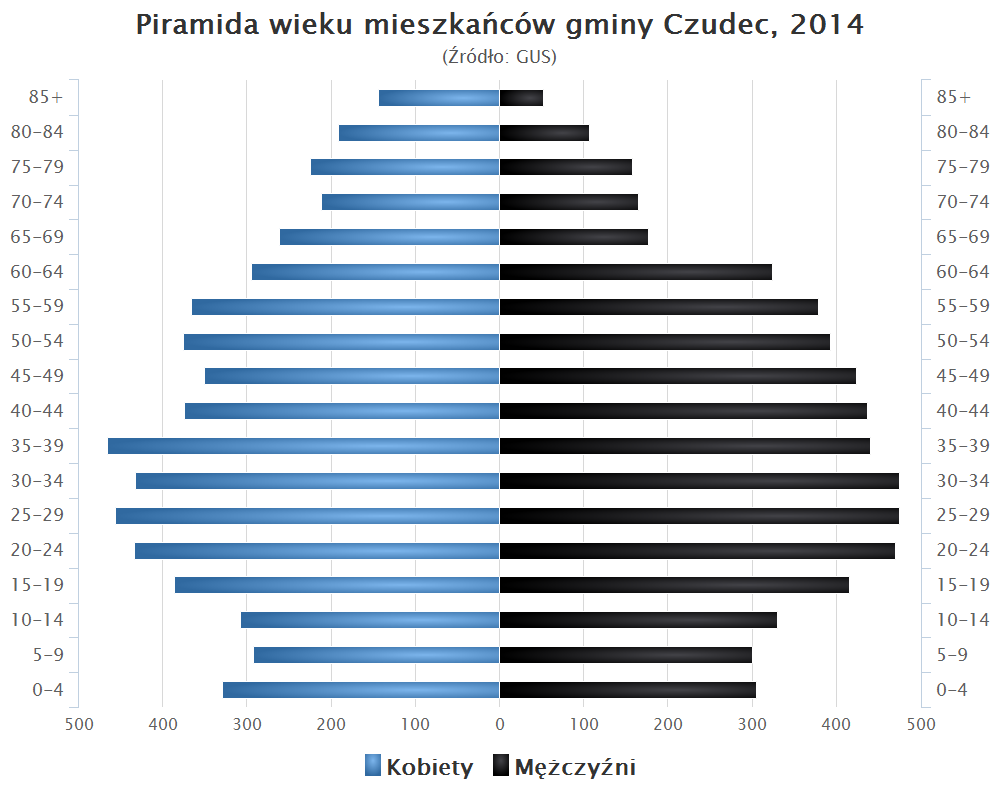
Piramida wieku mieszkańców gminy Czudec w 2014 roku

Dane z 30 czerwca 2004:
| Opis                              | Ogółem | Ogółem | Kobiety | Kobiety | Mężczyźni | Mężczyźni |
| --------------------------------- | ------ | ------ | ------- | ------- | --------- | --------- |
| jednostka                         | osób   | %      | osób    | %       | osób      | %         |
| populacja                         | 11 569 | 100    | 5813    | 50,2    | 5756      | 49,8      |
| gęstość zaludnienia (mieszk./km²) | 136,2  | 136,2  | 68,4    | 68,4    | 67,7      | 67,7      |

## Sołectwa
Czudec, Babica, Nowa Wieś, Przedmieście Czudeckie, Pstrągowa (sołectwa: Pstrągowa i Pstrągowa Wola), Wyżne, Zaborów.

## Sąsiednie gminy
Boguchwała, Iwierzyce, Lubenia, Niebylec, Strzyżów, Wielopole Skrzyńskie